# Stortjärnen (Norrala socken, Hälsingland)
Stortjärnen är en sjö i Söderhamns kommun i Hälsingland och ingår i Norralaån-Ljusnans kustområde.